# تومي أنتوني
تومي أنتوني (بالإستونية: Tommy Cash)‏ هو مغني إستوني، ولد في 18 نوفمبر 1991 في تالين في إستونيا.

## وصلات خارجية
- تومي أنتوني على موقع IMDb (الإنجليزية)
- تومي أنتوني على موقع ميوزك برينز (الإنجليزية)
- تومي أنتوني على موقع أول ميوزيك (الإنجليزية)
- تومي أنتوني على موقع ديسكوغز (الإنجليزية)